# 沃洛德米里夫卡 (巴赫穆特區)
48°39′56″N 38°11′31″E / 48.66556°N 38.19194°E
沃洛德米里夫卡（羅馬化：Volodymyrivka）是位於乌克兰東部的村莊，由顿涅茨克州巴赫穆特区的索莱达尔市镇負責管轄。

## 歷史
在俄乌战争的乌克兰东部战役裡，由於該村座落於兩座要塞（波帕斯納與索萊達爾）之間，該村處於了俄方進攻的途徑之中。俄方於在波帕斯納戰勝之後，試圖向西面進發並繼續攻勢。俄軍終於2022年5月底成功攻下該村。

## 人口統計
根據 2001年烏克蘭人口普查，村民人口為800人，他們的母語分配如下：
- 乌克兰语：66.9%
- 俄语：31.9%
- 其他：1.2%